# Hryhorij Kossynka

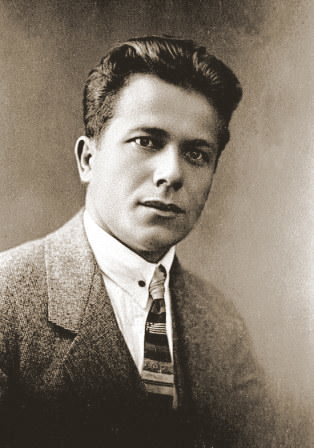
Hryhorij Kossynka vor 1935

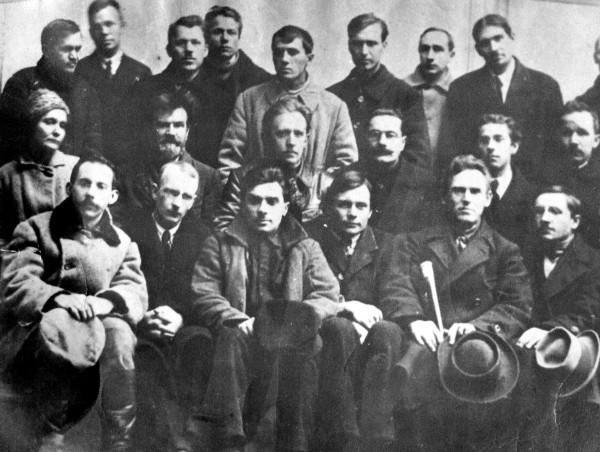
Treffen Charkiwer und Kiewer Künstler 1923. Von links nach rechts. Erste Reihe: Maksym Rylskyj, Jurij Meschenko, Mykola Chwylowyj, Majk Johansen, Hryhorij Mychailow, Mychajlo Werykiwskyj. Zweite Reihe: Natalja Romanowytsch, Mychajlo Mohyljanskyj, Wassyl Ellan-Blakytnyj, Serhij Pylypenko, Pawlo Tytschyna, Pawlo Fylypowytsch. Dritte Reihe: Mykola Serow, Mychajlo Draj-Chmara, Hryhorij Kossynka, Wolodymyr Sosjura, Teodosij Osmatschka, Wolodymyr Korjak, Mychailo Iwtschenko

Hryhorij Mychajlowytsch Kossynka (ukrainisch Григорій Михайлович Косинка, russisch Григорий Михайлович Косынка Grigori Michailowitsch Kossynka; * 17. Novemberjul. / 29. November 1899greg. in Schtscherbaniwka, Gouvernement Kiew, Russisches Kaiserreich; † 17. Dezember 1934 in Kiew, Ukrainische SSR) war ein ukrainischer Publizist, Übersetzer und Prosa-Schriftsteller der hingerichteten Wiedergeburt. Er war der Neffe des ukrainischen Schriftstellers Kalistrat Anyschtschenko (Калістрат Романович Анищенко, 1885–1929).

## Leben
Hryhorij Kossynka kam 1899 in Schtscherbaniwka (Щербанівка) im heutigen Rajon Obuchiw der ukrainischen Oblast Kiew als Sohn einer armen Bauernfamilie zur Welt. 1908 ließ sich seine Familie zur Verbesserung ihrer Lebensumstände hinter dem Ural nieder. Nachdem sie jedoch auch dort ihre Lebensbedingungen nicht verbessern konnten, kehrte sie alsbald zurück. Hryhorij besuchte eine Dorfschule und musste nebenher arbeiten. Im Alter von 14 Jahren ging er nach Kiew, um dort zu arbeiten, damit er seine Mutter unterstützen konnte, die nach dem Tod seines Vaters mit fünf kleinen Kindern mittellos war. Er fand Arbeit als Schuhputzer und Angestellter und besuchte Kurse am Abendgymnasium.
Seine erste Veröffentlichung als Prosaautor war die Geschichte На буряки Na burjaky, die 1919 in der Kiewer Zeitung Боротьба Borotba erschien. Ihr folgten etwa 20 Geschichtssammlungen, die zu seinen Lebzeiten erschienen. Die Veröffentlichung der Sammlung Серце Serze (zu deutsch: Herz) wurde 1933 durch die sowjetischen Zensoren verhindert. Man warf ihm vor, in seinen Geschichten Kulaken-Ideologie, konterrevolutionäre Tendenzen und Banditentum zu verbreiten und die Veröffentlichung seiner Geschichten wurde verboten, sodass er als Szenarist arbeiten musste.
Während des stalinistischen Terrors wurden er und 36 weitere Personen wegen angeblicher terroristischer Aktivitäten am 4. November 1934, nach einer kritischen Aufführung im Haus der Schriftsteller, verhaftet und inhaftiert. Am 17. Dezember 1934 wurden er und 27 weitere Personen, darunter insbesondere die Schriftsteller Dmytro Falkiwskyj (Дмитро Никанорович Фальківський; 1898–1934), O. Blysko (О. Близько; † 1934) und Kost Burewij (Кость Степанович Буревій; 1888–1934), durch ein Militärgericht zum Tode durch Erschießen verurteilt. Das Urteil wurde am selben Tag im Oktober-Palast in Kiew vollstreckt.
Er wurde auf dem Lukjaniwska-Friedhof bestattet und nach Stalins Tod am 19. Oktober 1957 posthum rehabilitiert.

## Werk
Kosynka war einer der herausragenden sowjetisch-ukrainischen Erzähler der 1920er und frühen 1930er Jahre. Seine Erzählungen beschrieben die vorherrschenden Einstellungen, Beziehungen und politischen Verschiebungen in der ukrainischen Bauernschaft
Außerdem verfasste er Artikel zu literarischen und künstlerischen Themen und übersetzte Werke von Nikolai Gogol, Anton Tschechow, Maxim Gorki und Michail Scholochow in die ukrainische Sprache.
Seine Werke erlangten aufgrund ihrer lyrischen, psychologischen und realistischen Kunst Bekanntheit und seine Kreativität zeichnete sich durch Skizzieren, Fragmentierung, den Einsatz impressionistischer Mittel und die sozialpsychologische Reflexion der Realität aus.
Seine Arbeiten wurden von den 1930er Jahren an in der Sowjetunion nicht erneut veröffentlicht, und sein Name wurde verschwiegen oder in negativem Zusammenhang erwähnt. Erst in der Tauwetter-Periode wurde das Verbot gelockert. Sein gesamtes künstlerisches und journalistisches Erbe wurde erst 1988 veröffentlicht.
Ausgewählte Werke von ihm wurden in Russisch, Weißrussisch, Bulgarisch, Polnisch, Ungarisch, Deutsch, Italienisch und weitere Sprachen übersetzt. Seine Geschichte Politik wurde 1971 im Kiewer Filmstudio O. Dowschenko verfilmt.

## Ehrungen
In seinem Geburtsort wurde 1979 zu seinem Gedenken ein Denkmal errichtet. In Kiew installierte man an seinem Wohnhaus auf der Wolodymyrska-Straße eine Gedenktafel. Beide Werke stammen vom Bildhauer Halyna Kaltschenko. In Kiew wurde 2017 eine Straße nach ihm benannt.